# Tony White (basket-ball)
 (octobre 2019).
Si vous disposez d'ouvrages ou d'articles de référence ou si vous connaissez des sites web de qualité traitant du thème abordé ici, merci de compléter l'article en donnant les références utiles à sa vérifiabilité et en les liant à la section « Notes et références ».
Pour les articles homonymes, voir Tony White et White.
Tony F. White, né le 15 février 1965 à Charlotte (Caroline du Nord), est un ancien joueur américain de basket-ball. Il jouait au poste d'arrière.

## Clubs
- 1983-1987 :  Université du Tennessee (NCAA)
- 1987-1988 :  Chicago Bulls / New York Knicks / Golden State Warriors (NBA)
- 1988-1989 :  Reussbühl (Suisse) puis  Birdcats (CBA)
- 1989-1990 :  Birdcats (CBA)
- 1990-1992 :  Spotter Leuven (Belgique)
- 1992-1993 :  Castors Braine (Belgique)
- 1993-1994 :  AEK Athènes (ESAKE)
- 1994-1995 :  Aris Salonique (ESAKE)
- 1995-1996 :  Antibes (LNB)
- 1996-1998 :  CB Valladolid (Liga ACB)
- 1998-1999 :  Rishon LeZion (Ligat Winner) puis  Papagou (ESAKE)
- 1999-2000 :  Manresa (Liga ACB)